# Джуровский, Бошко
Бошко Джуровский (макед. Бошко Ѓуровски; род. 28 декабря 1961, Тетово, Тетово) — македонский футболист, игравший на позиции полузащитника, и тренер.

## Клубная карьера
Профессиональную карьеру начал в 1978 году в команде «Црвена звезда», в которой провёл одиннадцать сезонов, приняв участие в 238 матчах чемпионата. Большую часть времени, проведённого в составе югославского клуба, был основным игроком команды. За это время четыре раза завоевывал титул чемпиона Югославии и становился обладателем Кубка Югославии.
В 1989 году перешёл в клуб «Серветт», за который отыграл 6 сезонов. Играя в составе швейцарской команды также в основном выходил на поле в основном составе. За это время добавил в перечень своих трофеев титул чемпиона Швейцарии. Завершил профессиональную карьеру футболиста в 1995 году.

## Карьера за сборную
Дебют за национальную сборную Югославии состоялся 15 декабря 1982 года в квалификационном матче на чемпионат Европы 1984 против сборной Уэльса (4:4). Всего Джуровский сыграл 4 матча за «синих».
Дебют за национальную сборную Македонии состоялся 23 марта 1994 года в товарищеском матче против сборной Словении (2:0). Всего Джуровский сыграл 7 матчей и забил 3 голов за «красных львов».

## Тренерская карьера
Начал тренерскую карьеру сразу же по завершении карьеры игрока, войдя в тренерский штаб клуба «Серветт».
В дальнейшем возглавлял команды «Раднички (футбольный клуб, Обреновац)|Раднички» (Обреновац), «Рад» и «Црвена звезда».
В 2008 году стал ассистентом Драган Стойкович в японском клубе «Нагоя Грампус», в котором тандем балканцев работал до 2013 года.
26 ноября 2013 возглавил тренерский штаб национальной сборной Македонии, которая под его руководством не достигла положительных результатов, из-за чего он был уволен в апреле 2015.
В 2016 году ненадолго вернулся в Японию, где снова работал с «Нагоя Грампус», на этот раз в качестве главного тренера. Через два года возглавил «Киото Санга».

## Достижения

### Как игрок
- Чемпион Югославии: 1979/80, 1980/81, 1983/84, 1987/88
- Обладатель Кубка Югославии: 1981/82, 1984/85
- Чемпион Швейцарии: 1993/94

### Как тренер
- Чемпион Швейцарии: 1999
- Чемпион Сербии: 2006/07
- Обладатель Кубка Сербии: 2006/07